# Ruine Warenburg
Die Ruine Warenburg, auch Wartenberg oder Warmburg genannt, ist die Ruine einer Burg am heutigen Stadtrand der Stadt Villingen-Schwenningen im Schwarzwald-Baar-Kreis in Baden-Württemberg.

## Geschichte
Die vermutlich im 11. Jahrhundert entstandene Burg war womöglich im Besitz der Zähringer. Sie wurde 1320 erstmals urkundlich erwähnt und bildete mit den benachbarten Dörfern Marbach, Rietheim, Klengen, Beckhofen und Grüningen eine eigene Herrschaft. Zudem war sie mit den Burgen Kirnberg und Zindelstein Teil einer Festungslinie zum Schutz der Verbindungsstraßen zwischen der Baar und dem Breisgau. 1326 mussten die Grafen von Fürstenberg die Burg an Herzog Albrecht II. von Österreich veräußern. Bis 1441 Herren von Tierberg. Erwähnung im Oberbadischen Geschlechterbuch
auf Seite 222 1472 erwarb die Stadt Villingen die Anlage und schleifte sie später. Der Meierhof bestand bis zum Dreißigjährigen Krieg weiter und wurde 1633 ebenfalls zerstört, um den anrückenden Schweden nicht als Unterschlupf zu dienen.
Von der ehemaligen Burganlage sind noch Mauerreste und Fundamentreste eines Turms erhalten. Das von einem Graben umringte Burgplateau besaß eventuell eine größere Vorburg.
Die Warenburg galt in der Bevölkerung als Hexentreff. Viele der im 17. Jahrhundert in Villingen als Hexen und Hexer Verurteilten sagten unter Folter aus, dass sie auf dem Hügel mit dem Teufel getanzt hätten.